# Patek Philippe Henry Graves Supercomplication
La Patek Philippe Henry Graves Supercomplication est l’une des montres à gousset mécaniques les plus complexes jamais créées. La montre en or 18 carats a 24 complications et a été assemblée par Patek Philippe. Elle a été nommée d'après le banquier Henry Graves Jr qui l'a commandé de son désir de surpasser la Grande Complication Pocketwatch du constructeur automobile américain James Ward Packard. Les deux hommes sont tous deux au sommet du monde des collectionneurs de montres et commandent régulièrement de nouveaux garde-temps innovants.
Il a fallu trois ans pour concevoir et cinq ans pour fabriquer la montre, qui a été livrée à Henry Graves le 19 janvier 1933. La Supercomplication était la montre mécanique la plus compliquée au monde depuis plus de 50 ans, avec un total de 24 fonctions différentes. Ceux-ci comprenaient des carillons de Westminster, un calendrier perpétuel, les heures de lever et de coucher du soleil et une carte céleste de New York, vue de l'appartement de Graves sur la Cinquième Avenue. Le record a été battu en 1989 lorsque Patek Philippe a sorti le Calibre 89, mais la Supercomplication reste la montre mécanique la plus compliquée construite sans l'aide d'ordinateurs.
Henry Graves a dépensé 60 000 francs suisses (soit 15 000 dollars) lorsqu'il l'a commandé en 1925. En tenant compte de l'inflation, la somme est d’environ 202 000 USD, mesurée en dollars de 2014. À compter de 2018, la Supercomplication détient actuellement le titre de la montre la plus chère jamais vendue aux enchères, avec un prix final de 24 millions de dollars américains (23 237 000 CHF) vendue à Genève le 11 novembre 2014.

## Enchères

### 2 décembre 1999
Henry Graves Jr. est décédé en 1953. Sa fille Gwendolen a hérité de la complication et en 1960 la passa à son fils, Reginald 'Pete' Fullerton. En 1969, M. Fullerton vendit la pièce à Seth G. Atwood, fondateur du Time Museum et industriel de l'Illinois, au prix de 200 000 USD (soit environ 1,2 million USD aujourd'hui),,,. La montre a ensuite été conservée au Time Museum de Rockford, dans l'Illinois, l'un des principaux musées d'horlogerie au monde, qui a été fermé en mars 1999,. De janvier 2001 à février 2004, une partie de la collection du Time Museum a été exposée au musée de la science et de l'industrie de Chicago, puis vendue.
La vente de la montre a eu lieu au Rockford Time Museum jusqu'à ce qu'elle soit vendue à Sotheby's pour un record de 11 002 500 dollars à un enchérisseur anonyme à New York le 2 décembre 1999. Le propriétaire aurait par la suite été membre de la famille royale du Qatar, le cheikh Saud bin Muhammed Al Thani,. Le prince Sheikh Saud est décédé le 9 novembre 2014 et la montre a de nouveau été mise aux enchères.

### 11 novembre 2014
Le 10 juillet 2014, Sotheby's a annoncé qu'en novembre 2014, la montre de poche serait à nouveau mise aux enchères. Le 11 novembre 2014, la montre a été vendue à Genève, en Suisse. Le prix final, offert par procuration pour une entité anonyme, atteignait 23 237 000 francs suisses, soit 24 millions USD à l'époque. Cette somme était le prix le plus élevé jamais payé pour une montre, y compris les montres de poche et les montres-bracelets.

## Construction et complications
La pièce d'horlogerie contient 920 pièces individuelles, avec 430 vis, 110 roues, 120 pièces amovibles et 70 bijoux, toutes fabriquées à la main à une échelle infime. Le garde-temps est une montre en or à cadran double, double cadran et guichet ouvert, répétant les minutes, avec carillons Westminster, grande et petite sonnerie, chronographe à rattrapante, enregistre pour 60 minutes et 12 heures, quantième perpétuel, à l'horizon 2100, phases, équation du temps, double réserve de marche pour les trains en marche et en marche, temps moyen et sidéral, alarme centrale, indications de l'heure du lever / coucher du soleil et carte céleste pour le ciel nocturne de New York à 40 degrés 41,0 minutes Nord latitude. Son diamètre est de 74 mm; épaisseur du boîtier avec verre 36mm; et poids de l'affaire 536g.
La Supercomplication comporte les 24 fonctions suivantes.

### Chronométrage
- Heure, minute et seconde du temps sidéral (3 fonctions)
- Heure du coucher et du lever du soleil (2 fonctions)
- Équation du temps

### Calendrier
- Calendrier perpétuel
- Jours du mois
- Jours de la semaine
- Mois
- Tableau des étoiles
- Age et phases de la lune

### Chronographe (chronomètre)
- Chronographe
- Secondes séparées
- Enregistreur de 30 minutes
- Enregistreur de 12 heures

### Carillon
- "Grande sonnerie" avec carillon
- "Petite sonnerie" avec carillon
- Répétition minute
- Alarme

### Autres fonctions
- Indication de montée de train
- Indication de train en marche haut / bas
- Enroulement différentiel à double barillet
- Système de réglage à trois voies